# Szokmány
A szokmány vastag, szürke vagy fekete, ványolt posztóból készült, zsinórral díszített, kabátféle székely felső gyapjúruha, mely durva, barnára festett, otthon szőtt díszítetlen daróckelméből alakult ki.

## Története
Nevét 1384-ben említették először, 1460-ban már paraszti ruhaként volt ismert. A leírásokban olykor a zeke, a köpenyeg, a köntös és a felsőruha szinominája. Főleg Erdélyben, a Székelyföldön kedvelt, ahol durva, barnára festett, otthon szőtt daróckelméből alakult ki, míg más vidékeken szürkeposztóból vagy szőrnemezből készül, de például Bánffyhunyadon fehér abaposztóból is viseltek ilyent, kevés piros szegéllyel és posztóbojttal. A szokmány a közelmúltban szár- vagy combközépig, régebben viszont bokáig is ért. Derekát egyetlen, elől végig felhasított szél képezi, amely a vállaknál varrás nélkül fordul. Elöl és kétoldalt lefelé szélesedő oldaltoldások, az oldaltoldás fölött aszaj és pálha szélesíti. Felálló gallérja lehet saját anyagából, de lehet vörös posztó is. Ujjai hosszúak és a válltól a kézfejig fokozatosan szűkülnek. Elöl a nyaknál szíjjal vagy madzaggal kötődik. Panyókára vetve vagy ujját felöltve viselték, inkább férfiak, de esetenként nők is.
A szokmány ismert a moldvai csángóknál is, valamint a ruténeknél és a lengyeleknél is, ők is hasonlóan nevezik.
Viselt ruhadarab a baskíroknál, csuvasoknál, türkméneknél és a kinai Turkesztánban is, de itt csopán néven.